# Colorado City (Texas)
Pour les articles homonymes, voir Colorado City.
La ville américaine de Colorado City est le siège du comté de Mitchell, dans l’État du Texas. Lors du recensement de 2020, elle comptait 3 991 habitants. 

## Source
- (en) Cet article est partiellement ou en totalité issu de l’article de Wikipédia en anglais intitulé « Colorado City, Texas » (voir la liste des auteurs).